# 韩多峰
韩多峰（1888年—1987年3月25日）号秀岩，山東省泰安府東平州（今东平县）人，中華民国军事将领，馮玉祥手下的「十三太保」之一。

## 生平
韩多峰1907年开始在清朝北洋陆军当兵,1914年开始追随冯玉祥将军，先后参加了滦州起义、反张勋复辟、二次直奉战争和北京政变等。1919年任陆军第十六混成旅(旅长冯玉祥)机关枪营营长。1922年任陆军第七混成旅(旅长张之江)第三团团长。1925年任国民军(总司令冯玉祥）第五军（军长石敬亭）四十混成旅旅长兼晋北杀虎关镇守使。1925年7月18日，北洋政府授予陆军少将军衔。1926年（民国15年），升任西北陸軍第40旅旅長。1927年4月任河南民团军总司令。1929年（民国18年），任河南省政府委員、警备师师长、军事顾问。中原大战后馮玉祥下野，原国民革命軍第二集团軍完全解体，韓復榘入主山东,时任山東省政府主席。1935年（民国24年），韩多峰任山东省政府顾问、山东省联庄会训练委员会总会长。力主抗战，反对媚日，立场坚定。
1936年（民国25年）6月18日，国民政府授予陆军中将军衔。1937年后任李宗仁第五战区司令部中将高参，参加台儿庄战役。抗日战争爆发後的1938年（民国27年）1月，韓復榘因「敵前逃亡」罪被蒋介石下命令处决，韓多峰于同年8月改任山東省第4区行政督察专員兼保安司令，继续同日軍作战。抗日战争结束後，韓多峰退役，投身山東省的教育振興事业。中華人民共和国成立後，留在中国大陸，历任山東省人民代表大会代表、山东省政治協商会議委員。1987年3月25日，韓多峰在济南市病逝。享年99岁。

## 著作
- 《一位西北軍將領的自述》
- 《韓復榘酝酿“山東獨立”未遂的經過》